# Naranjatic Bajo
Naranjatic Bajo är en ort i Mexiko.   Den ligger i kommunen Chenalhó och delstaten Chiapas, i den sydöstra delen av landet, 800 km öster om huvudstaden Mexico City. Naranjatic Bajo ligger 1 434 meter över havet och antalet invånare är 364.
Terrängen runt Naranjatic Bajo är kuperad åt sydväst, men åt nordost är den bergig. Runt Naranjatic Bajo är det tätbefolkat, med 319 invånare per kvadratkilometer. Närmaste större samhälle är Pantelhó, 8,9 km nordost om Naranjatic Bajo. I omgivningarna runt Naranjatic Bajo växer i huvudsak städsegrön lövskog.